# Campeonato Europeo de Tenis de Mesa de 2026
El XXXIX Campeonato Europeo de Tenis de Mesa se celebrará en Liubliana (Eslovenia) entre el 11 y el 18 de octubre de 2026 bajo la organización de la Unión Europea de Tenis de Mesa (ETTU) y la Federación Eslovena de Tenis de Mesa.
Las competiciones se realizarán en la Arena Stožice de la capital eslovena.